# Polygonatum
Polygonatum é um género botânico pertencente à família Ruscaceae.
Em Portugal, o Polygonatum odoratum é conhecido por Selo-de-Salomão.